# King of the Ring (1997)
King of the Ring (1997) — пятое в истории шоу King of the Ring, PPV-шоу производства World Wrestling Federation (WWF, ныне WWE), на котором прошёл одиннадцатый турнир «Король ринга». Шоу проходило 8 июня 1997 года на арене «Провиденс-сивик-сентр» в Провиденс, Род-Айленд.
Главным событием стал стандартный матч за звание чемпиона WWF. Гробовщик победил Фаарука и сохранил титул чемпиона. В шоу состоялся турнир «Король ринга» 1997 года, который выиграл Хантер Хёрст Хелмсли.

## Результаты
| №                               | Результаты | Условия                                   | Время |
| ------------------------------- | --- | ----------------------------------------- | ----- |
| 1                               | Хэдбенгеры (Мош и Трэшер) победили Барта Ганна и Джесси Джеймса                                                           | Командный матч                            | 6:10  |
| 2                               | Хантер Хёрст Хелмсли (с Чайной) победил Ахмеда Джонсона                                                                   | Полуфинальный матч турнира «Король ринга» | 7:42  |
| 3                               | Мэнкайнд победил Джерри Лоулера                                                                                           | Полуфинальный матч турнира «Король ринга» | 10:24 |
| 4                               | Голдаст (с Марленой) победил Краша (с Ди'Ло Брауном и Кларенсом Мейсоном)                                                 | Одиночный матч                            | 9:56  |
| 5                               | «Основание Хартов» (Оуэн Харт, Джим Нейдхарт и Британский бульдог) победили Сайко Сида и «Легион судьбы» (Зверь и Ястреб) | Командный матч шести человек              | 13:37 |
| 6                               | Хантер Хёрст Хелмсли победил Мэнкайнда                                                                                    | Финальный матч турнира «Король ринга»     | 19:26 |
| 7                               | Матч Шона Майклза против Стива Остина закончился двойной дисквалификацией                                                 | Одиночный матч                            | 22:29 |
| 8                               | Гробовщик (c) (с Полом Берером) победил Фаарука (с Савио Вега, Ди'Ло Брауном, Крашем и Кларенсом Мейсоном)                | Одиночный матч за чемпионство WWF         | 13:44 |
| - (ч) – чемпион на начало матча | |                                           |       |